# De Rechtzetting
De Rechtzetting is een Vlaamse website die satirische, valse nieuwsberichten publiceert. De berichten pikken vaak in op een actueel en omstreden thema. De website is een initiatief van Indiyan, een denktank die ijvert voor ander en beter nieuws. De redactie wenst niet de onnauwkeurigheid van de verslaggeving aan te kaarten, maar richt haar pijlen op de werkelijkheid. Op de website staan artikels zoals Sinterklaas schendt privacy stoute kinderen en Minstens 30.000 betogers vermist in Brussel.

## Einde
De website stopte met het publiceren van artikels in september 2021.